# Ди Франко, Франсиско
Франсиско Ди Франко (исп. Francisco Di Franco; род. 28 января 1995, Сан-Мигель, Большой Буэнос-Айрес) — аргентинский футболист, полузащитник.

## Клубная карьера
Ди Франко начинал карьеру в молодёжной команде клуба «Бока Хуниорс». В 2012 году он был переведён во вторую команду клуба, тогда же сыграл два матча в чемпионате Аргентины за основной состав. Сезон 2015/16 Ди Франко провёл в мексиканском клубе «Тласкала».
4 августа 2016 года Ди Франко в статусе свободного агента перешёл в кипрский клуб «Аполлон» из Лимасола и сразу же был отдан в аренду на сезон в АЕЗ. В сезоне 2016/17 аргентинец провёл за АЕЗ восемь матчей и забил один гол.
Летом 2017 года перешёл на правах аренды во львовские «Карпаты». По окончании сезона 2017/18 Ди Франко подписал трёхлетний контракт с «Карпатами».